# Катализатор энергии Росси
Катализатор энергии Ро́сси (англ. Energy Catalyzer, сокращённо E-Cat или Hot-Cat), генератор Росси — аппаратура, созданная шоуменом и изобретателем Андреа Росси при поддержке научного консультанта физика Серджо Фокарди, и которая по представлению автора реализует реакцию холодного термоядерного синтеза с положительным выходом энергии.
Андреа Росси имеет ряд патентов на свою аппаратуру, однако документы были выданы властями после формальной экспертизы, не касавшейся технической стороны вопроса.
Устройство было несколько раз продемонстрировано публично, но не подвергалось независимой проверке. Марк Гиббс в журнале Forbes прокомментировал: «пока независимой третьей стороной не проведено проверяемого объективного анализа, который подтвердил бы, что результаты совпадают с заявленными, настоящей новости здесь нет».

## Пояснения авторов
В 2009 году была подана заявка на предполагаемое изобретение «метод и аппаратура для проведения экзотермической реакции между никелем и водородом, с выделением меди». Патент ссылается на предыдущие работы по холодному ядерному синтезу, хотя, по одному из заявлений Росси, это не холодный ядерный синтез, а скорее — низкоэнергетическая ядерная реакция (англ. LENR — Low-Energy Nuclear Reaction). Подобная система, но производящая меньше энергии, ранее уже была описана Фокарди и др.
Согласно Фокарди, «водород нагревается при данной температуре простым электрокалорифером. Когда достигается температура воспламенения, начинается процесс производства энергии: атомы водорода проникают внутрь никеля и трансформируют его в медь».

## Демонстрации и исследования

### 2011 год
Демонстрация изобретения в Болонье 14 января 2011 года контролировалась независимыми научными представителями Болонского университета. В том числе физиком-исследователем Джузеппе Леви. Леви был впечатлен мощностью и произведенной энергией и заключил, что катализатор энергии может работать как новый тип источника энергии. Ny Teknik, шведский технологический журнал, опросил своих сотрудников на предмет реакции на это сообщение. «Результат: 2/3 не верят в это». После этой демонстрации аналитик Discovery Channel Benjamin Radford написал, что «Если это все звучит подозрительно для вас, значит так оно и есть (англ. "If this all sounds fishy to you, it should)» и что «Во многих отношениях холодный ядерный синтез подобен вечному двигателю. Принципы которых бросают вызов законам физики, но это не останавливает людей от периодических заявлений, что изобрели или открыли таковой.»
Тем не менее Леви в интервью с Ny Teknik начал разговор со следующей фразы: «Что меня поразило, и что выделило эту работу из всего что я видел, это то, что выход энергии был 10 кВт, и этот результат можно повторить. Что я хочу сделать далее — это эксперимент с непрерывной реакцией в течение по крайней мере одного или более дней. Поскольку существуют весьма четкие ограничения по количеству энергии, которую возможно получить из определённой массы вещества, я могу исключить то, что источником энергии является химическая реакция. (англ. What has impressed me, and what sets this work apart from everything I’ve ever seen, is that we have 10 kW of measured energy output, and this output is completely repeatable. But what I want to do now is an experiment with continuous operation for at least one or more days. Since there are very specific limits on how much energy you can generate from a given amount of mass, I can thus rule out a chemical reaction as the energy source).»
Болонья, февраль 2011, тест
Другой тест, длительностью 18 часов, был проведен Леви и Росси в Болонье, 10 февраля 2011.
Согласно Леви, для запуска процесса потребовалось около 1250 Вт электроэнергии в течение 5-10 мин, а затем снизилось до 80 Вт, что эквивалентно потреблению электроэнергии устройством управления реактором. Охлаждение производилось водопроводной водой, с контролем объемного потока воды. Как сообщил Ny Teknik, «Первоначально, температура входящей воды была 7°С и на некоторое время температура на выходе была 40°С. При скорости потока приблизительно 1л/с, пиковая мощность составила 130 кВт. Позже выходная мощность стабилизировалась до 15-20 кВт.» Леви сосчитал что потребление водорода составляло 0.4 г. «По моему мнению, все химические источники теперь исключены (англ. In my opinion, all chemical sources are now excluded.)» сообщил он журналу Ny Teknik.
Болонья, март 2011, тесты
29 марта 2011 два шведских физика, Hanno Essén, адъюнкт-профессор теоретической физики, преподаватель Swedish Royal Institute of Technology и Sven Kullander, бывший председатель Swedish Skeptics Society, почетный профессор Уппсальского университета, председатель Royal Swedish Academy of Sciences’ Energy Committee участвовали в качестве наблюдателей в испытаниях уменьшенной версии катализатора энергии (КЭ). Тест проводился в течение 6 часов, выходная мощность составила ~4.4 кВт. Всего было произведено ~25кВт*ч энергии. Essen и Kullander сообщили, «Мы вынуждены исключить любые химические процессы, так как их недостаточно для производства 25 кВт*ч из того, что бы ни находилось в контейнере объёмом 50 см3. Можно дать только альтернативное объяснение: имеется какой-то ядерный процесс, который порождает измеренный прирост энергии. (англ.   Any chemical process should be ruled out for producing 25 kWh from whatever is in a 50 cubic centimeter container. The only alternative explanation is that there is some kind of a nuclear process that gives rise to the measured energy production. )» В более поздней беседе, через несколько месяцев после испытаний, Essén заявил: « Я хочу подождать больше фактов. Факты, которые я знаю, в сумме делают это интересным и стоящим для исследования, но это все ещё очень сомнительно. (англ.  I want to wait for more facts. The facts I know add up to make this interesting and worth pursuing, but I am still very uncertain about this.)»
Им были вручены образцы порошка никеля, несколько неиспользованных и несколько, по словам Росси, использованных в течение 2.5 месяцев; анализ показал, что неиспользованный порошок представлял собой чистый никель, в то время как использованный содержал 10 % меди и 11 % железа, хотя образование железа нигде не упоминалось в патенте. В своих сообщения о тесте, Essen и Kullander предостерегли, «Так как мы не имеем доступа к внутренней конструкции центрального топливного контейнера и не имеем никакой информации о внешней свинцовой защите и охлаждающей водяной системе, мы можем сделать только общие комментарии. (англ.  Since we do not have access to the internal design of the central fuel container and no information on the external lead shielding and the cooling water system we can only make very general comments.)»
Болонья, апрель 2011, тесты
19 апреля 2011 года и 28 апреля были проведены ещё 2 демонстрации. Первая из них также была охвачена итальянским 24-часовым государственным телеканалом Rai News. В этот раз автор из Ny Teknik принял участия для того, чтобы исключить ранее отмеченные возможности мошенничества. Он поэтому калибровал амперметр, измерял расход воды взвешиванием и калибровал датчик температуры для подтверждения того, что вся вода обращается в потоке.. Измерения показали полезную мощность 2,3-2,6 кВт. Входная мощность была 300 Вт.
Болонья, сентябрь 2011, демонстрация
7 сентября 2011 года репортер Mats Lewan из Ny Teknik был свидетелем дальнейшей демонстрации, в которой катализатор энергии впервые использовался в течение 90 мин с заявленной входной мощностью около 2.6 кВт, затем он работал в течение 35 мин на 25 Вт. Общая выходная энергия за время всей демонстрации, как было заявлено, превысила электрическую входную энергию. Катализатор энергии был большего размера, чем версии, использованные в предыдущих демонстрациях. Как было сообщено, эта большая по размеру версия будет использоваться в намеченном 1МВт заводе
Болонья, октябрь 2011, демонстрация
6 октября 2011 года был продемонстрирован E-Cat, который по сообщениям использовался в течение около восьми часов. Утверждают, что в течение первых пяти часов входящая мощность была на уровне 3 кВт, после мощность была опущена до 115 Вт. Выходная мощность, по заявлениям, была в пределах 2-3 кВт. Возможная сомнительность, касающаяся качества пара, как было сказано, решена впрыскиванием пара из E-Cat в теплообменник, в котором нагревался поток воды, хотя точность измерения была, по заявлениям, довольно низкая.. Roland Pettersson, отставной доцент из Уппсальского университета, который был свидетелем этого эксперимента, сказал: «Я убежден, что это работает, но ещё есть основания для дальнейших измерений.(англ.  I'm convinced that this works, but there is still room for more measurements)».

### 2012 год
9 октября 2012 г. на официальном сайте проекта был опубликован отчет о тестировании в США высокотемпературной версии E-Cat (т. н. Hot Cat), который тестировался в течение 336 часов с 25 сентября по 9 октября. Согласно отчету Архивная копия от 14 марта 2022 на Wayback Machine выход составил 2838 кВт·ч при потреблении 278,4 кВт·ч за период измерений. Таким образом заявлен КПД 11,7 (1170 %)..

### 2013 год
В мае 2013 г. Джузеппе Леви (Bologna University), Эвелин Фосчи (Bologna, Italy), Торбьерн Хартман (Уппсальский университет) и др. опубликовали на сайте arXiv.org препринт о собственных исследованиях Катализатора Росси.
Имеется мнение, что данная публикация не является независимым исследованием, так как оно проходило на территории Росси, с использованием предоставленных им материалов и в рамках установленных им ограничений. Например, генератор во время теста не отключался от электросети физически. Есть предположение, что Росси использовал скрытые провода для подведения дополнительной энергии к катализатору с целью обмана амперметра. Один из сторонников LENR назвал тест манипуляцией со стороны Росси ради создания иллюзии независимого теста.

### 2014 год
8 октября 2014 года теми же авторами был самостоятельно опубликован отчёт, по наблюдению и тестированию реактора Андреа Росси в течение 32 дней. Реактор был предоставлен Росси, запуск он осуществлял лично. Авторы заявили о выходе энергии, превышавшем подводимую к устройству, а также об изменениях в изотопном составе топливной смеси после тестирования (по сравнению с исходным). При этом ими не наблюдалось радиоактивных излучений (гамма, нейтронов или заряженных частиц), которые должны сопровождать предполагаемые ядерные реакции. Исследование частично финансировалось компанией Росси и не опубликовано в рецензируемом журнале.

### 2015 год
27 января 2015 года российский кандидат физико-математических наук Александр Пархомов повторил эксперимент с «низкоэнергетическим ядерным реактором» Росси LENR и на состоявшемся семинаре Всероссийского Научно-исследовательский институт по эксплуатации атомных электростанций представил результаты этих экспериментов. По его утверждению, данная примитивная копия реактора Росси смогла выработать в 2,5 раза больше энергии, чем потребила.
25 августа 2015 года Андреа Росси и «Leonardo Corporation» получили свой первый патент США на «нагреватель жидкости».

## Оценка устройства
Хотя итальянский патент, как и международные патентные заявки, описывает структуру и общую работу устройства, подробная работа устройства является коммерческой тайной, и независимая сторона рассматривает устройство как непрозрачный «чёрный ящик». Наблюдатели измеряли входную и выходную энергию за различные периоды во время публичной демонстрации. Widom и Larsen предложили теорию как объяснение элементного превращения и высвобождения избытка энергии.
Совместная работа про «холодный ядерный синтез» Росси и Фокарди была отклонена рецензируемым научным журналом, и появилась в самоизданном блоге Росси. Для публикации результатов Росси и Фокарди основали в 2010 году свой собственный онлайн-блог, назвав его Journal of Nuclear Physics (название блога сходно с названием некоторых научных журналов).
Тесно связанная работа Фокарди была опубликована в 1998 году в рецензируемом научном журнале Il Nuovo Cimento A.
В своем докладе на апрельской[когда?] демонстрации, Ny Teknik предоставил некоторый анализ: согласно Росси, тепло генерируется посредством неизвестной реакции, которая согласно Essen и Kullander, возможно, ядерная. Концепция холодного ядерного синтеза, или низкоэнергетической ядерной реакции, уже отмечалась, ссылаясь на гипотетическую реакцию между водородом и никелем, производящую медь. Многие физики скептически к этому относятся «потому что слияние ядер требует очень больших температур „согласно нашим знаниям на сегодняшний день“, и потому что „слияние должно производить очень высокие уровни гамма-излучения“».
Росси утверждает, что устройство, возможно, работает не из-за «холодного синтеза», а из-за слабых взаимодействий между ядрами, без фактического акта слияния.
Как сообщил Ny Teknik, Peter Ekström, преподаватель кафедры ядерной физики при университете Лунда (Швеция), заключил: «Я убежден, что вся эта история — одна большая афера, и что она будет раскрыта меньше чем через год.(англ.  I am convinced that the whole story is one big scam, and that it will be revealed in less than one year.)». Он ссылается на малую вероятность химической реакции, достаточно сильной, чтобы преодолеть кулоновский барьер, отсутствие гамма-лучей, отсутствие объяснения происхождения дополнительной энергии, отсутствие ожидаемой радиоактивности после слияния протона с 58Ni, необъяснимое появление 11 % железа и 10 % меди в отработанном топливе, странным образом имеющим такое же изотопное соотношение, как в природной меди, и отсутствие каких-либо нестабильных изотопов меди в отработанном топливе, как будто реактор производит только стабильные изотопы. Позже он добавил в New Energy Times, что скорость пара в видеозаписи испытаний кажется слишком низкой для заявленной произведенной энергии, и что некоторое количество жидкой воды, возможно, покидает систему через дренажную трубу.
Более осторожный Кьелл Алеклетт (Kjell Aleklett), профессор физики Уппсальского университета в Швеции, подвел итог в своем блоге: «Что мы сделаем как ученые? Скажем ли мы — безумие, как многие говорят сегодня, или мы должны понять, что происходит? Сам я не имею ничего против того, чтобы разоблачить жульничество или принять участие и проверить что-то, что никто не мог вообразить. Обе крайности принадлежат тому, что делает жизнь исследователя невероятно интересной. (англ. What shall we do as scientists? Shall we say madness as many do today, or should we try to understand what is happening? I myself have nothing against to reveal a scam, or join in and verify something that no one could imagine. Both extremes belong to that which makes life as a researcher incredibly interesting.)» Согласно Алеклетту, в образце отработанного топлива, предоставленного изобретателем, процент меди был слишком высок для любой известной реакции никеля, и медь имеет точно такое же изотопное соотношение, как и природная медь.
23 апреля 2011 EV World опубликовало аудиоинтервью с Деннисом Бушнеллом (Dennis M. Bushnell), руководителем научных работ НАСА Langley Research Center в Хэмптоне, штат Виргиния. Бушнелл описал несколько находящихся на стадии становления энергетических технологий, но охарактеризовал LENR как «наиболее интересный и обещающий на этой стадии. (англ.  the most interesting and promising at this point)». Он также сообщил:

…в январе этого года Росси, поддержанный Фокарди, который работает над этим в течение многих лет, и по сути делает одну из лучших работ в мире, вышел из тени и провёл демонстрацию, сперва в январе, повторную в феврале, повторную в марте, где в течение нескольких дней они показывали одну из тех ячеек, маленькую ячейку, производящую в диапазоне от 10 до 15 кВт, что много больше, чем нужно, чтоб вскипятить воду для чая. И к тому же они говорят, что это слабые взаимодействия, это не ядерный синтез. Таким образом, я думаю, мы почти преодолели проблему «Мы не понимаем этого». Я думаю, мы почти преодолели проблему «Это не производит ничего полезного». И таким образом, я думаю, теперь мы будем продвигаться вперёд довольно быстро. И если это произойдет — это способно, само по себе, полностью изменить геоэкономику, геополитику и решить проблемы климата и энергетики.
Оригинальный текст (англ.)...in January of this year Rossi, backed by Focardi, who had been working on this for many years, and in fact doing some of the best work worldwide, came out and did a demonstration first in January, they re-did it in February, they re-did it in March, where for days they had one of these cells, a small cell, producing in the 10 to 15 kilowatts range, which is far more than enough heat to boil water for tea. And so they say that this is weak interaction, this is not fusion. So I think we're almost over the We don’t understand it problem. I think we're almost over the This doesn't produce anything useful problem. And so I think this will go forward fairly rapidly now. And if it does, this is capable of, by itself, completely changing geo-economics, geo-politics and of solving climate and energy.
Бушнелл также сказал, что их центр изучал и применял теорию Видома и Ларсона к эксперименту. Исследователи из NASA в Marshall Space Flight Center предложили проверить устройство Росси, если Росси заплатит за тесты.
Согласно PhysOrg, у проведенных испытаний было несколько недостатков, которые заставили их потерять доверие, и Росси отказался провести несколько тестов, которые могли бы прояснить тёмные места.
Все шесть известных демонстраций с декабря 2010 по июль 2011 года могли иметь критическую проблему в постановке, на которую обратил внимание австралийский исследователь и скептик Йан Брайс (Ian Bryce), проводивший оценку E-Cat для австралийского бизнесмена Дика Смита. Брайс обратил внимание, что неучитываемая в балансе энергия могла подводиться к аппарату через заземление из-за неправильного подключения аппарата к электропитанию, возможно, ненамеренного. Дик Смит предложил Росси миллион долларов за демонстрацию работы E-Cat с измерением также мощности, поступающей в установку через заземление, на что Росси ответил отказом. Питер Тибергер (Peter Thieberger), ведущий исследователь-физик из Брукхейвенской национальной лаборатории, считает, что подобная ошибка подвода питания вряд ли могла быть сделана случайно, и что этот вопрос может быть прояснён только полностью независимой проверкой.
Профессор Уго Барди (Ugo Bardi) из Флорентийского университета, отмечая противоречивые заявления Росси о наличии/отсутствии гамма-излучения, размещении производства (во Флориде — нет, не в США), а также то, что часть сторонников и спонсоров уже вышла из проекта, в марте 2012 года высказался так: «…E-Cat достиг своего конца. Он ещё имеет нескольких верных сторонников, но, наиболее вероятно, вскоре канет во мрак патологической науки, к которому он и принадлежит».

### Мнение российских учёных
«Разумеется, трудно что-нибудь сказать определённое по такой скудной информации. Очевидно, что авторы темнят, — прокомментировал в 2011 г. сообщения о презентации итальянских исследователей доктор физико-математических наук академик РАН Евгений Александров, член комиссии РАН по борьбе с лженаукой и фальсификацией научных исследований. — Первое, что меня смущает, — это утверждение о том, что имеет место ядерный синтез при реакции никеля с водородом с образованием меди. Дело в том, что ядерный синтез приводит к выделению энергии при слиянии „лёгких“ ядер. Границей „лёгкости“ служит ядро железа. Ядра тяжелее железа уже, строго говоря, метастабильны и, в принципе, способны к ядерному распаду с выделением энергии — чем тяжелее ядро, тем у него больше избыточной энергии (практически эту энергию удаётся извлекать только в особых случаях очень тяжёлых ядер — уран, плутоний…). Так вот: никель тяжелее железа, а потому для его слияния с протоном (с образованием меди) нужно затратить энергию! С другой стороны, в сообщении говорится о большом энергетическом выходе, который трудно подделать и в каковом факте трудно ошибиться. Поэтому я думаю, что вскоре эта история прояснится». Всё это практически не оставляет сомнений в том, что Росси и Фокарди не сделали ничего выдающегося. Но является ли идея холодного термоядерного синтеза лженаукой? Евгений Александров считает, что нет:

Я не связываю идею «холодного синтеза» с лженаукой. Этот процесс возможен, и он, без сомнения, был продемонстрирован в случае с «мюонным катализом». Другое дело, что «мюонный катализ» нерентабелен (энергетические затраты на получение мюона выше, чем вырабатываемая энергия в реакции с его участием). Что касается множества других притязаний на реализацию «холодного синтеза», то, насколько мне известно, это всё были ошибки экспериментов — в ряде случаев это были ошибки добросовестные, но, несомненно, были и аферы. Ставки очень высоки — переворот в энергетике, гарантированная Нобелевская премия, геополитические изменения в мире и т. д. Потому к подобным заявлениям в СМИ профессионалы относятся с естественным привычным недоверием.
— 
Александров и В. П. Лебедев (член комиссии по борьбе со лженаукой) считают заявления Росси о принципах действия установки абсурдными, а «независимых» исследователей — введенными в заблуждение или сговорившимися с Росси.

### Попытки теоретического объяснения
Yeong E. Kim, преподаватель физики в Университете Пердью, и член American Physical Society ранее развил теорию конденсации Бозе-Эйнштейна применительно к ядерному синтезу, для того, чтобы объяснить низкоэнергетические ядерные реакции (англ. theory of Bose-Einstein condensation nuclear fusion). Он выпустил препринт под названием «Обобщённая теория конденсации Бозе-Эйнштейна применительно к ядерному синтезу для систем водород-металл», в котором он применил свою теорию к катализатору энергии. Он заявил, что при условии, если катализатор энергии работает при температуре больше чем температура Кюри никеля (358 °С) и при давлении водорода 22 bar, слабое магнитное поле поверхности никеля может позволить двум соседним протонам объединить свои спины, чтобы сформировать коррелированное состояние (синглетное состояние) с анти-параллельными спинами. Это привело бы к двум типам бозонов, а именно: ядер никеля с одной стороны и композитный бозон объединённых протонов с другой. При условии, если их скорость достаточно низкая, они могли бы иметь длительное перекрывание волн Де Бройля, что привело бы к конденсации Бозе-Эйнштейна, при которой кулоновский барьер мог бы быть преодолен. Это разрешило бы различные ядерные трансформации, производящие изотопы меди и низко-энергетические гамма-лучи. Однако, Kim подчеркивает, что эксперименты, в которых входящие и выходящие реакционные каналы устанавливаются независимо друг от друга, будут необходимы для того, чтобы подтвердить теоретические механизмы и сделать предсказания, которые могли бы использоваться в дальнейших экспериментальных оценках. Kim заявил в этой статье, что он планирует включить основное описание теоретической концепции в свой доклад на предстоящей конференции по ядерной физике «Пятая азиатско-тихоокеанская конференция по проблемам нескольких тел» (англ. Fifth Asia-Pacific Conference on Few-Body Problems).

## Патенты
Международная заявка на предполагаемое изобретение в 2008 году получила неблагоприятное предварительное заключение о патентоспособности от Всемирной организации интеллектуальной собственности (ВИПО) из Европейского патентного ведомства, которая отметила, что описание этого устройства было основано на «общих заявлениях и спекуляциях» и со ссылкой на «многочисленные недостатки в обоих описаниях и в доказательствах, представленных для поддержки его осуществимости», а также несовместимость с существующими научными теориями Патентная заявка была опубликована 15 октября 2009 года..
В 2011 году итальянское патентное агентство Ufficio italiano brevetti e marchi выдало патент на изобретение после формальной (не технической) экспертизы, а международная заявка на предполагаемое изобретение получила отрицательный предварительный отзыв из-за вероятного «противоречия общепризнанным законам физики и установленным теориям», в связи с чем заявку следует дополнить экспериментальными доказательствами или твёрдым теоретическим обоснованием, исходящим из современных научных теорий.
В 2015 году Ведомство по патентам и товарным знакам США выдало Андреа Росси патент на нагреватель жидкости, заявка на который была отправлена за 3,5 года до этого. В аннотации патента указано: «устройство для нагрева жидкости, включая ёмкость для нагреваемой жидкости, а также топливную пластину, соединённую с жидкостью. Топливная пластина включает смесь топлива, содержащую реактивы и катализатор, а также электрический резистор либо другой нагреватель, термически соединённый с топливной смесью и катализатором».

## Коммерческие планы

### Defkalion
В феврале 2011 года Росси объявил о соглашении с вновь образованной греческой компанией Defkalion Green Technologies, c его первым клиентом. Согласно Росси, соглашение предусматривало поставку одной мегаваттной котельной, состоящей из 300 реакторов по 4 кВт соединенных последовательно и параллельно. Котельная, которая поставляла бы отопление для собственных целей Defkalion, должна была быть открыта в октябре 2011 года. Росси заявил, что ему не будет заплачено до тех пор пока установка не будет доставлена и заработает. Пресс-секретарь Defkalion, Symeon Tsalikoglou, подтвердил соглашение, которое давало эксклюзивное право на производство и продажу катализатора энергии по всей Греции.
В августе 2011 года Росси объявил, что он разрывает контракт с Defkalion, заявив о том, что никакие технологии не были переданы им. Росси сказал, что «вопрос (что явилось причиной разрыва) — чисто финансовый, не какой-либо личностный, не какой-либо технологический, либо научный (англ. the issue [that caused the cancellation] is just financial, not personal, nor technological, nor scientific)», и что он не станет комментировать дальше, потому что он готовил иск против Defkalion. Член правления Defkalion также отметил, что причины отмены были полностью финансовые. Росси позже подтвердил это, уточнив, что Defkalion был не в состоянии выполнить свои договорные обязательства в срок, и заявил, что 1 МВт блок, который был запланирован для Греции, теперь будет установлен в США.

### AmpEnergo
В мае 2011 года, согласно Ny Teknik, Росси добился соглашения с AmpEnergo, американской компанией, сумма не разглашается, чтобы получить лицензионные платежи с продаж лицензий и продуктов основанных на катализаторе энергии в Америке. Три основателя AmpEnergo знали Росси с 1996, через Leonardo Technologies, Inc., сооснователем которой стал Росси, продав свою долю в конце 1990-х, и которая работает по контрактам правительства США. Один из основателей был Robert Gentile, бывший помощник министра энергетики горючих ископаемых (англ. Assistant Secretary of Energy for Fossil Energy) при министерстве энергетики США.

### Приобретение фабрики
28 октября 2011 года некто, собиравшийся приобрести фабрику, присутствовал при первом запуске установки мощностью 0,5 МВт, состоявшемся в Болонье. Демонстрация была проведена под контролем этого неизвестного покупателя для соблюдения предъявленного им требования, что «…соотношение потребляемой мощности к выделяемому теплу может быть проверено покупателем (англ.  provided that the power consumption to heat output ratio can be verified by the customer)».

## Освещение в СМИ
Tема была освещена в итальянской газете,
на итальянском радио, телевидении, журналах новостей, в США

 и в других странах.
Кроме того, в СМИ публиковалась информация, что Росси ранее имел проблемы с законом, так как уклонялся от налогов и нелегально перевозил золото.